# Remember Ruben
Remember Reuben est un roman de Mongo Beti, paru en 1974, publié en France en 1982, plusieurs fois réédité,,.

## Thématiques
Le récit accompagne l'histoire de Mor-Zamba, principalement sur les années 1940-1960, dans un pays africain vraisemblable.
Les réalités sociales du monde colonial s'imposent à tous, Européens comme Africains : racisme, exploitation, travail forcé, intoxication.
Les différences formes de violence et d'injustice n'épargnent presque personne, avec leurs imbrications (ethniques ou familiales), avec trahisons et retournements, avec manipulations diverses, élections truquées, dirigeants fantoches.
Des individus résistent, se rebellent. Des collectifs se forment.
Des dénonciations et des provocations se montent, amenant arrestations, tortures, et solidarité : Remember Reuben.
Un peuple prépare son indépendance.

## Lieux et personnages
Trois lieux, une vingtaine de personnages nommés et suivis :
- Ekoumdoum : famille Engamba, Van der Rietten, Mor-Bita,
- Oyolo, camp Gouverneur-Leclerc, quartier Toussaint-Louverture : Dietrich, Desmaisons, Jeanne,
- Fort-Nègre, Kola-Kola : Jean-Louis, Robert, Fulbert, Niarkos, Guinguené, Joseph, Georges Mor-Kinda (Jo le Jongleur), Reuben,
- Personnages principaux : Mor-Zamba, Abéna.